# Dustin Jacoby
Dustin Anthony Jacoby (Fort Morgan, Colorado, Estados Unidos, 4 de abril de 1988) es un artista marcial mixto y estadounidense que compite en la división de peso semipesado de Ultimate Fighting Championship. En kickboxing, ha competido en GLORY, y en MMA, ha competido en Bellator, World Series of Fighting y Titan FC. Ha peleado tanto en peso semipesado como en peso mediano. El 1 de noviembre de 2018, Combat Press lo clasificó como el octavo kickboxer de peso mediano del mundo.

## Primeros años
Nació en Fort Morgan, Colorado, Estados Unidos, y creció en ese estado. Tiene un hermano gemelo, Darren, que es un antiguo artista marcial mixto profesional. Los hermanos comenzaron a entrenar taekwondo a la edad de cuatro años, y ambos empezaron a practicar la lucha libre un año después. Entrenó taekwondo durante cuatro años, pero siguió luchando hasta que la familia se trasladó a Illinois cuando los hermanos tenían 12 años.
En Illinois, comenzó a jugar al baloncesto y obtuvo los honores de todos los estados mientras asistía a la escuela secundaria Triopia. También jugó al fútbol en el instituto, Dustin tuvo muchas ofertas de becas de la División I para ambos deportes, pero debido a una grave lesión de rodilla sufrida durante su último año muchas de las ofertas fueron retiradas. Posteriormente, eligió el Colegio Culver-Stockton, donde jugó al fútbol dos años como quarterback mientras estudiaba administración de empresas, antes de trasladarse a la Universidad de Quincy.

## Carrera en el kick boxing

### GLORY World Series
Fue un sustituto de última hora del boxeador profesional Manuel Quezada en el torneo Road to GLORY USA Light Heavyweight (209 libras.) en Tulsa, Oklahoma. Nunca había competido en un combate profesional de kick boxing antes del torneo. Logró una gran sorpresa, al noquear al campeón de peso pesado de la Asociación Internacional de Karate Deportivo, Randy Blake, al también artista de artes marciales mixtas Roy Boughton y al aspirante de 19-0 Brian Collette, para ganar el campeonato del torneo. Obtuvo un cheque de $20000 dólares y un contrato de un año con Glory World Series.
Perdió ante Michael Duut por TKO tras ser derribado tres veces en el primer asalto en GLORY 5: London en Londres, Inglaterra, el 23 de marzo de 2013.
Luchó en GLORY 9: Nueva York: 2013 95kg Slam en la ciudad de Nueva York, Nueva York el 22 de junio de 2013. En los cuartos de final se enfrentó a Brian Collette y ganó por una ajustada decisión mayoritaria. A continuación, se enfrentó a Danyo Ilunga en las semifinales y dio una buena pelea al principio, pero se quedó atrás en los asaltos dos y tres al ser atacado con patadas en las piernas y perdió una decisión unánime.
Estaba previsto que luchara contra Makoto Uehara en GLORY 12: Nueva York: Lightweight World Championship Tournament en la ciudad de Nueva York el 23 de noviembre de 2013 pero el combate se cambió a GLORY 13: Tokyo: Welterweight World Championship Tournament en Tokio, Japón, el 21 de diciembre de 2013. Perdió ante Uehara por decisión dividida.
Iba a enfrentarse a Robert Thomas en las semifinales de GLORY 14: Zagreb en Zagreb, Croacia, el 8 de marzo de 2014 pero Thomas se retiró por razones no reveladas y fue sustituido por Alex Pereira.

## Carrera en las artes marciales mixtas

### Inicios
Durante una temporada baja de la universidad, participó en un combate amateur de artes marciales mixtas y se enganchó a este deporte inmediatamente. Después de la universidad comenzó a entrenar en Finney's HIT Squad y se convirtió en profesional después de acumular un récord de 9-1, se convirtió en profesional.

### Ultimate Fighting Championship
Se esperaba que se enfrentara a Brad Tavares el 29 de octubre de 2011 en UFC 137. Sin embargo, Tavares se vio obligado a abandonar el combate por una lesión y fue sustituido por Clifford Starks. Perdió el combate por decisión unánime.
Se enfrentó a Chris Camozzi el 28 de enero de 2012 en UFC on Fox: Evans vs. Davis. Perdió el combate por un sumisión en el tercer asalto. Más tarde fue despedido de la UFC, tras una racha de 0-2 en la promoción.

### Carrera después de la UFC
Se recuperó de su etapa en la UFC con un par de victorias en el circuito regional. Noqueó a Billy Johnson en 45 segundos en un evento del Hoosier Fight Club con sede en Indiana el 2 de junio de 2012, seguido de una victoria por paro médico sobre Tim Williams por el título de peso medio de Cage Fury FC.

### World Series of Fighting
Hizo su debut en la WSOF en su evento inaugural el 3 de noviembre de 2012, perdiendo ante el también veterano de la UFC David Branch por decisión unánime.

### Bellator MMA
Entró en sustitución de un lesionado Marcus Sursa para enfrentarse a Muhammed Lawal el 5 de septiembre de 2014 en Bellator 123. Perdió el combate por TKO en el segundo asalto.
Se enfrentó a John Salter el 16 de enero de 2015 en Bellator 132. Perdió el combate por sumisión en el segundo asalto.
Tras la derrota ante Salter, decidió concentrarse en su carrera de kickboxing. Finalmente, regresó a las MMA en 2019 para participar en el torneo de peso pesado de la Sparta Combat League, que consistía en combates de boxeo, kickboxing y MMA. Jacoby llegó a ganar el torneo al vencer a Cody East en el combate final.

### Dana White’s Contender Series
El 4 de agosto de 2020, encabezó la semana de apertura de la cuarta temporada del Dana White’s Contender Series contra Ty Flores. Ganó el combate por decisión unánime y posteriormente se le concedió un contrato con la UFC.

### Regreso a la UFC
Se enfrentó a Justin Ledet el 31 de octubre de 2020 en UFC Fight Night: Hall vs. Silva. Ganó el combate por TKO en el primer asalto.
Se enfrentó a Maxim Grishin el 27 de febrero de 2021 en UFC Fight Night: Rozenstruik vs. Gane. En el pesaje, Maxim Grishin pesó 210.5 libras, cuatro libras y media por encima del límite de peso semipesado de 206 libras. Su combate se desarrolló con un peso acordado y Grishin fue multado con el 30% de su bolsa individual, que fue a parar a manos de Jacoby. Ganó el combate por decisión unánime.
Se enfrentó a Ion Cuțelaba el 1 de mayo de 2021 en UFC on ESPN: Reyes vs. Procházka. El combate terminó en un empate dividido. Antes del combate, Jacoby firmó un nuevo contrato de cuatro combates con la UFC.
Se esperaba que se enfrentara a Askar Mozharov el 28 de agosto de 2021 en UFC on ESPN: Barboza vs. Chikadze. Sin embargo, Mazharov fue retirado del evento por razones no reveladas y fue sustituido por Darren Stewart. Ganó el combate por TKO en el primer asalto.
Jse enfrentó a John Allan el 6 de noviembre de 2021 en el UFC 268. Ganó el combate por decisión unánime.
Se enfrentó a Michał Oleksiejczuk el 5 de marzo de 2022 en UFC 272. Ganó el combate por  decisión unánime.
Se enfrentó a Da Un Jung el 16 de julio de 2022 en UFC on ABC: Ortega vs. Rodríguez. Ganó el combate por KO en el primer asalto. Esta victoria le valió el premio a la Actuación de la Noche.
Se enfrentó a Khalil Rountree Jr. el 29 de octubre de 2022 en UFC Fight Night: Kattar vs. Allen. Perdió el combate por decisión dividida.
Jacoby enfrentó a Azamat Murzakanov el 15 de abril de 2023 en UFC on ESPN 44. Perdió la pelea por decisión unánime.
Jacoby enfrentó a Kennedy Nzechukwu el 5 de agosto de 2023 en UFC Fight Night 225. Ganó la pelea por nocaut técnico en el primer asalto.  Esta victoria le valió a Jacoby su segundo bono por Actuación de la Noche.
Jacoby enfrentó a Alonzo Menifield el 16 de diciembre de 2023 en UFC 296. Perdió la pelea por decisión unánime.
Jacoby enfrentó a Dominick Reyes el 8 de junio de 2024 en UFC por ESPN 57. Perdió la pelea por nocaut técnico en el primer asalto.

## Campeonatos y logros

### Kick boxing
- 2013 Ganador del torneo Road to Glory USA de 95 kg.
- 2015 Ganador del torneo de clasificación de peso medio de Glory (-85 kg/187,4 lb)
- 2016 Glory Peso Medio (-85 kg/187.4 lb) Ganador del torneo de aspirantes

### Artes marciales mixtas
- Cage Fury Fighting Championships
  - Campeonato de Peso Medio de la CFFC (una vez)
- Ultimate Fighting Championship
  - Actuación de la Noche (dos veces) vs. Da Un Jung y Kennedy Nzechukwu[52][59]

## Récord en artes marciales mixtas
| Resultado | Récord | Oponente            | Método                                     | Evento                                    | Fecha                   | Ronda | Tiempo | Localización                     | Notas                                                                |
| --------- | ------ | ------------------- | ------------------------------------------ | ----------------------------------------- | ----------------------- | ----- | ------ | -------------------------------- | -------------------------------------------------------------------- |
| Derrota   | 19-9-1 | Dominick Reyes      | TKO (rodillazo y golpes)                   | UFC on ESPN: Cannonier vs. Imavov         | 8 de junio de 2024      | 1     | 2:00   | Louisville, Kentucky             |                                                                      |
| Derrota   | 19-8-1 | Alonzo Menifield    | Decisión (unánime)                         | UFC 296                                   | 16 de diciembre de 2023 | 3     | 5:00   | Las Vegas, Nevada                |                                                                      |
| Victoria  | 19-7-1 | Kennedy Nzechukwu   | TKO (puñetazo)                             | UFC on ESPN: Sandhagen vs. Font           | 5 de agosto de 2023     | 1     | 1:22   | Nashville, Tennessee             | Actuación de la Noche.                                               |
| Derrota   | 18-7-1 | Azamat Murzakanov   | Decisión (unánime)                         | UFC on ESPN: Holloway vs. Allen           | 13 de abril de 2023     | 3     | 5:00   | Kansas City, Misuri              |                                                                      |
| Derrota   | 18-6-1 | Khalil Rountree Jr. | Decisión (dividida)                        | UFC Fight Night: Kattar vs. Allen         | 29 de octubre de 2022   | 3     | 5:00   | Las Vegas, Nevada                |                                                                      |
| Victoria  | 18-5-1 | Da Un Jung          | KO (puñetazo)                              | UFC on ABC: Ortega vs. Rodríguez          | 16 de julio de 2022     | 1     | 3:13   | Long Island, Nueva York          | Actuación de la Noche.                                               |
| Victoria  | 17-5-1 | Michał Oleksiejczuk | Decisión (unánime)                         | UFC 272                                   | 5 de marzo de 2022      | 3     | 5:00   | Las Vegas, Nevada                |                                                                      |
| Victoria  | 16-5-1 | John Allan          | Decisión (unánime)                         | UFC 268                                   | 6 de noviembre de 2021  | 3     | 5:00   | Nueva York                       |                                                                      |
| Victoria  | 15-5-1 | Darren Stewart      | TKO (puñetazos)                            | UFC on ESPN: Barboza vs. Chikadze         | 28 de agosto de 2021    | 1     | 3:04   | Las Vegas, Nevada                |                                                                      |
| Empate    | 14-5-1 | Ion Cuțelaba        | Empate (dividido)                          | UFC on ESPN: Reyes vs. Procházka          | 1 de mayo de 2021       | 3     | 5:00   | Las Vegas, Nevada                |                                                                      |
| Victoria  | 14-5   | Maxim Grishin       | Decisión (unánime)                         | UFC Fight Night: Rozenstruik vs. Gane     | 27 de febrero de 2021   | 3     | 5:00   | Las Vegas, Nevada                | Combate de peso acordado (210.5 libras); Grishin no alcanzó el peso. |
| Victoria  | 13-5   | Justin Ledet        | TKO (patadas y puñetazos)                  | UFC Fight Night: Hall vs. Silva           | 31 de octubre de 2020   | 1     | 2:38   | Las Vegas, Nevada                |                                                                      |
| Victoria  | 12-5   | Ty Flores           | Decisión (unánime)                         | Dana White's Contender Series 27          | 4 de agosto de 2020     | 3     | 5:00   | Las Vegas, Nevada                | Regreso al peso semipesado.                                          |
| Victoria  | 11-5   | Cody East           | Decisión (unánime)                         | SCL 74: King of Sparta Heavyweight Series | 29 de junio de 2019     | 3     | 5:00   | Golden, Colorado                 | Debut en el peso pesado.                                             |
| Derrota   | 10-5   | John Salter         | Sumisión (estrangulamiento por detrás)     | Bellator 132                              | 16 de enero de 2015     | 2     | 3:33   | Temecula, California             |                                                                      |
| Derrota   | 10-4   | Muhammed Lawal      | TKO (puñetazos)                            | Bellator 123                              | 5 de septiembre de 2014 | 2     | 1:13   | Uncasville, Connecticut          | Combate de peso semipesado.                                          |
| Victoria  | 10-3   | Lucas Lopes         | TKO (patada en la cabeza y puñetazos)      | Titan FC 29                               | 22 de agosto de 2014    | 1     | 4:15   | Fayetteville, Carolina del Norte | Combate de peso semipesado.                                          |
| Victoria  | 9-3    | Andrew Sanchez      | Decisión (dividida)                        | CCCW: The Uprising                        | 2 de marzo de 2013      | 3     | 5:00   | Springfield, Illinois            |                                                                      |
| Derrota   | 8-3    | David Branch        | Decisión (unánime)                         | WSOF 1                                    | 3 de noviembre de 2012  | 3     | 5:00   | Las Vegas, Nevada                |                                                                      |
| Victoria  | 8-2    | Tim Williams        | TKO (parada médica)                        | Cage Fury FC 16                           | 24 de agosto de 2012    | 1     | 4:04   | Atlantic City, Nueva Jersey      | Ganó el Campeonato de Peso Medio de Cage Fury FC.                    |
| Victoria  | 7-2    | Billy Johnson       | KO (puñetazo)                              | Hoosier Fight Club 11                     | 2 de junio de 2012      | 1     | 0:45   | Valparaíso, Indiana              | Combate de peso acordado (200 libras).                               |
| Derrota   | 6-2    | Chris Camozzi       | Sumisión (estrangulamiento por guillotina) | UFC on Fox: Evans vs. Davis               | 28 de enero de 2012     | 3     | 1:08   | Chicago, Illinois                |                                                                      |
| Derrota   | 6-1    | Clifford Starks     | Decisión (unánime)                         | UFC 137                                   | 29 de octubre de 2012   | 3     | 5:00   | Las Vegas, Nevada                |                                                                      |
| Victoria  | 6-0    | Billy Horne         | TKO (puñetazos)                            | AP: Riverfists 2011                       | 4 de septiembre de 2011 | 1     | 0:37   | Cincinnati, Ohio                 |                                                                      |
| Victoria  | 5-0    | Ryan Sturdy         | TKO (parada médica)                        | XFO: Xtreme Fighting Organization 40      | 25 de junio de 2011     | 2     | 2:31   | Lakemoor, Illinois               |                                                                      |
| Victoria  | 4-0    | Oscar Glover        | TKO (puñetazos)                            | CCCW: Fight Night 3                       | 30 de abril de 2011     | 1     | 2:25   | San Luis, Misuri                 |                                                                      |
| Victoria  | 3-0    | Ryan Braun          | Sumisión (estrangulamiento por triángulo)  | Disorderly Conduct: St. Patty's Showdown  | 12 de marzo de 2011     | 1     | 1:05   | Omaha, Nebraska                  |                                                                      |
| Victoria  | 2-0    | David Gaston        | TKO (puñetazos)                            | CCCW 6                                    | 29 de enero de 2011     | 1     | 0:54   | Springfield, Illinois            |                                                                      |
| Victoria  | 1-0    | Dan McGlasson       | TKO (puñetazos)                            | CCCW                                      | 27 de noviembre de 2010 | 1     | 2:09   | San Luis, Misuri                 |                                                                      |